# Фукуи
Фукуи (на японски: 福井県, по английската Система на Хепбърн Fukui-ken, Фукуи-кен) е една от 47-те префектури на Япония, разположена е в централната част на страната на най-големия японски остров Хоншу и има излаз на Японско море. Фукуи е с население от 821 589 жители (43-та по население към 2005 г.) и има обща площ от 4188,99 км² (34-та по площ). Едноименният град Фукуи е административният център на префектурата. В префектура Фукуи са разположени 10 града.

## Градове
- Сакаи